# جيمس بي. غودريش
جيمس بي. غودريش هو سياسي أمريكي، ولد في 18 فبراير 1864 في ونشستر في المملكة المتحدة، وتوفي بنفس المكان في 15 أغسطس 1940. نشط حزبياً في الحزب الجمهوري. وقد انتخب حاكم إنديانا ‏ (8 يناير 1917 – 10 يناير 1921).